# Chris Farlowe
Chris Farlowe, születési nevén John Henry Deighton (London, 1940. október 13. –) brit énekes. Leginkább a rhythm and blues, a progresszív rock és soul műfajokban alkot. 

## Diszkográfia

### Nagylemezek
- Chris Farlowe and the Thunderbirds (1966)
- 14 Things to Think About (1966) (UK #19)
- The Art of Chris Farlowe (1966) (UK #37)
- Tonite Let's All Make Love In London (Soundtrack) (1968)
- The Last Goodbye (1969)
- From Here to Mama Rosa (1970)
- Chris Farlowe Band Live (1975)
- Out of the Blue (1985)
- The Live EP: Live in Hamburg (1986)
- Born Again (1986)
- Chris Farlowe (1991, 1994-ben újrakiadva)
- Waiting in the Wings (1992)
- Swinging Hollywood (1994)
- Lonesome Road (1995)
- BBC in Concert (1996)
- As Time Go By (1996)
- The Voice (1998)
- Glory Bound (2001)
- Farlowe That! (2003)
- Hungary for the Blues (2005)
- At Rockpalast (2006)
- Hotel Eingang (2008)

### DVD
- At Rockpalast (2006)
- At Rockpalast 2 (2008)
- At Rockpalast 3 (2012)

### Kislemezek
- IM016 "The Fool" / "Treat Her Good"
- IM023 "Think" / "Don't Just Look At Me"
- IM035 "Out of Time" / "Baby Make It Soon"
- IM038 "Ride On Baby" / "Headlines"
- IM041 "My Way of Giving" / "You're So Good To Me"
- IM049 "Yesterday's Papers" / "Life is But Nothing"
- IM056 "Moanin'" / "What Have I Been Doing"
- IM065 "Handbags and Gladrags" / "Everyone Makes a Mistake"
- IM066 "The Last Goodbye" / "Paperman Fly in the Sky"
- IM071 "Paint It Black" / "I Just Need Your Loving"
- IM074 "Dawn" / "April was the Month"
- IM078 "Out of Time" / "Ride On Baby"